# Secrétaire d'État pour l'Écosse du cabinet fantôme
Le secrétaire d'État pour l'Écosse du cabinet fantôme est un membre du cabinet fantôme du Royaume-Uni chargé de l'examen du secrétaire d'État pour l'Écosse et de son ministère, le Scottish Office. 
Le poste est actuellement occupé par John Lamont.

## Secrétaire d'État de l'ombre
| Nom              | Nom                  | Nom               | Debut de mandat   | Fin de mandat     | Parti politique | Cabinet fantôme   |
| ---------------- | -------------------- | ----------------- | ----------------- | ----------------- | --------------- | ----------------- |
|                  | Tom Fraser           |                   | 26 octobre 1951   | 7 décembre 1961   | Travailliste    | Clement Attlee    |
| Hugh Gaitskell   | Tom Fraser           |                   | 26 octobre 1951   | 7 décembre 1961   | Travailliste    |                   |
| Harold Wilson    | Tom Fraser           |                   | 26 octobre 1951   | 7 décembre 1961   | Travailliste    |                   |
|                  | Willie Ross          |                   | 7 décembre 1961   | 16 octobre 1964   | Travailliste    |                   |
|                  | Michael Noble        |                   | 16 octobre 1964   | 23 janvier 1969   | Conservateur    | Alec Douglas-Home |
|                  | Michael Noble        | Edward Heath      | 16 octobre 1964   | 23 janvier 1969   | Conservateur    |                   |
|                  | Gordon Campbell      |                   | 23 janvier 1969   | 20 juillet 1970   | Conservateur    |                   |
|                  | Willie Ross          |                   | 20 juillet 1970   | 4 mars 1974       | Travailliste    | Harold Wilson     |
|                  | Alick Buchanan-Smith |                   | 4 mars 1974       | 9 décembre 1976   | Conservateur    | Edward Heath      |
|                  | Alick Buchanan-Smith | Margaret Thatcher | 4 mars 1974       | 9 décembre 1976   | Conservateur    |                   |
|                  | Teddy Taylor         |                   | 9 décembre 1976   | 3 mai 1979        | Conservateur    |                   |
|                  | Bruce Millan         |                   | 4 mai 1979        | 31 octobre 1983   | Travailliste    | James Callaghan   |
| Michael Foot     | Bruce Millan         |                   | 4 mai 1979        | 31 octobre 1983   | Travailliste    |                   |
|                  | Donald Dewar         |                   | 31 octobre 1983   | 18 juillet 1992   | Travailliste    | Neil Kinnock      |
|                  | Tom Clarke           |                   | 18 juillet 1992   | 21 octobre 1993   | Travailliste    | John Smith        |
|                  | George Robertson     |                   | 21 octobre 1993   | 2 mai 1997        | Travailliste    | John Smith        |
| Margaret Beckett | George Robertson     |                   | 21 octobre 1993   | 2 mai 1997        | Travailliste    |                   |
| Tony Blair       | George Robertson     |                   | 21 octobre 1993   | 2 mai 1997        | Travailliste    |                   |
|                  | Aucun titulaire      | Aucun titulaire   | 2 mai 1997        | 14 septembre 2001 | Conservateur    | John Major        |
| Conservateur     | Aucun titulaire      | Aucun titulaire   | 2 mai 1997        | 14 septembre 2001 | William Hague   |                   |
|                  | Jacqui Lait          |                   | 14 septembre 2001 | 11 novembre 2003  | Conservateur    | Iain Duncan Smith |
|                  | Peter Duncan         |                   | 11 novembre 2003  | 6 mai 2005        | Conservateur    | Michael Howard    |
|                  | Eleanor Laing        |                   | 6 mai 2005        | 7 décembre 2005   | Conservateur    | Michael Howard    |
|                  | David Mundell        |                   | 7 décembre 2005   | 11 mai 2010       | Conservateur    | David Cameron     |
|                  | Jim Murphy           |                   | 11 mai 2010       | 8 octobre 2010    | Travailliste    | Harriet Harman    |
|                  | Ann McKechin         |                   | 8 octobre 2010    | 7 octobre 2011    | Travailliste    | Ed Miliband       |
|                  | Margaret Curran      |                   | 7 octobre 2011    | 8 mai 2015        | Travailliste    | Ed Miliband       |
|                  | Ian Murray           |                   | 11 mai 2015       | 26 juin 2016      | Travailliste    | Harriet Harman    |
| Jeremy Corbyn    | Ian Murray           |                   | 11 mai 2015       | 26 juin 2016      | Travailliste    |                   |
|                  | David Anderson       |                   | 1er juillet 2016  | 3 mai 2017        | Travailliste    |                   |
|                  | Lesley Laird         |                   | 14 juin 2017      | 13 décembre 2019  | Travailliste    |                   |
|                  | Tony Lloyd           |                   | 19 décembre 2019  | 6 avril 2020      | Travailliste    |                   |
|                  | Ian Murray           |                   | 6 avril 2020      | 5 juillet 2024    | Travailliste    | Keir Starmer      |
|                  | John Lamont          |                   | 8 juillet 2024    | en cours          | Conservateur    | Rishi Sunak       |